# Distrikt Suitucancha
Der Distrikt Suitucancha liegt in der Provinz Yauli in der Region Junín in Zentral-Peru. Der Distrikt wurde am 13. Januar 1962 gegründet. Er hat eine Fläche von 215 km². Beim Zensus 2017 wurden 742 Einwohner gezählt. Im Jahr 1993 lag die Einwohnerzahl bei 745, im Jahr 2007 bei 907. Sitz der Distriktverwaltung ist die 4255 m hoch gelegene Ortschaft Suitucancha mit 450 Einwohnern (Stand 2017). Suitucancha liegt am Río Suitucancha 30 km südsüdwestlich der Provinzhauptstadt La Oroya.

## Geographische Lage
Der Distrikt Suitucancha liegt im Andenhochland im äußersten Süden der Provinz Yauli. Der Distrikt erstreckt sich über das Quellgebiet des Río Suitucancha, rechter Quellfluss des Río Huari. Im äußersten Südwesten reicht der Distrikt bis zur kontinentalen Wasserscheide. In diesem Gebiet erheben sich die Gipfel Nevado Tunshu (5660 m), Nevado Suircocha (5600 m) und Nevado Antachaire (5700 m).
Der Distrikt Suitucancha grenzt im äußersten Südwesten an die Distrikte San Lorenzo de Quinti und San Mateo (beide in der Provinz Huarochirí), im Westen an den Distrikt Yauli, im Norden an den Distrikt Huay-Huay, im äußersten Nordosten an den Distrikt Chacapalpa sowie im Osten und im Süden an den Distrikt Canchayllo (Provinz Jauja).